# Fermanagh and Tyrone (circonscription du Parlement d'Irlande du Nord)
Pour les articles homonymes, voir Fermanagh and Tyrone.
Fermanagh and Tyrone était une circonscription de comté du Parlement d'Irlande du Nord de 1921 à 1929. Elle a élu huit MPs, utilisant la représentation proportionnelle au moyen du vote unique transférable.

## Limites
Fermanagh and Tyrone a été créé par le Government of Ireland Act 1920 et comprenait l'intégralité du comté de Fermanagh et du comté de Tyrone. Le House of Commons (Method of Voting and Redistribution of Seats) Act (Northern Ireland) 1929 a divisé la circonscription en huit circonscriptions élues au Scrutin uninominal à un tour: East Tyrone, Enniskillen, Lisnaskea, Mid Tyrone, North Tyrone, South Fermanagh, South Tyrone et West Tyrone.

## Second Dáil
En mai 1921, le Dáil Éireann, le parlement de la République irlandaise autoproclamée dirigée par le Sinn Féin, a adopté une résolution déclarant que les élections à la Chambre des communes d'Irlande du Nord et à la Chambre des communes d'Irlande du Sud seraient utilisées comme élection pour le deuxième Dáil. Tous les élus figuraient sur la liste du deuxième Dáil, mais seuls trois des 8 MPs élus pour Fermanagh and Tyrone siégeaient également comme TDs au Dáil Éireann : Arthur Griffith et Seán Milroy, tous deux également élus pour Clare. O'Mahony était le seul Sinn Féin TD dans le Second Dáil qui ne représentait qu'une circonscription en Irlande du Nord.

## Politique
Armagh avait une légère majorité nationaliste, mais celle-ci était assez équilibrée avec une minorité unioniste. Lors des deux élections générales aux côtés de trois membres du Sinn Féin et un nationaliste en 1921, et quatre nationalistes en 1925.

## Membres du Parlement
| Élection   | MP (Parti) | MP (Parti)                             | MP (Parti) | MP (Parti)                        | MP (Parti)                       | MP (Parti)                      | MP (Parti)                      | MP (Parti)                              | MP (Parti) | MP (Parti)                     | MP (Parti)                      | MP (Parti)                          | MP (Parti) | MP (Parti)                | MP (Parti) | MP (Parti)              |
| ---------- | ---------- | -------------------------------------- | ---------- | --------------------------------- | -------------------------------- | ------------------------------- | ------------------------------- | --------------------------------------- | ---------- | ------------------------------ | ------------------------------- | ----------------------------------- | ---------- | ------------------------- | ---------- | ----------------------- |
| MPs (1921) |            | Arthur Griffith (Sinn Féin)            |            | Edward Archdale (Ulster Unionist) |                                  | William Coote (Ulster Unionist) |                                 | William Thomas Miller (Ulster Unionist) |            | James Cooper (Ulster Unionist) |                                 | Thomas Harbison (Nationalist Party) |            | Seán O'Mahony (Sinn Féin) |            | Seán Milroy (Sinn Féin) |
| MPs (1925) |            | Alexander Donnelly (Nationalist Party) |            | Edward Archdale (Ulster Unionist) | Rowley Elliott (Ulster Unionist) |                                 | Cahir Healy (Nationalist Party) | William Thomas Miller (Ulster Unionist) |            | James Cooper (Ulster Unionist) | John McHugh (Nationalist Party) | Thomas Harbison (Nationalist Party) |            |                           |            |                         |

## Résultats des élections
| Parti                                                                  | Parti           | Candidat               | %    | Comptage | Comptage | Comptage | Comptage | Comptage | Comptage | Comptage | Comptage | Comptage | Comptage |
| Parti                                                                  | Parti           | Candidat               | %    | 1        | 2        | 3        | 4        | 5        | 6        | 7        | 8        | 9        | 10       |
| ---------------------------------------------------------------------- | --------------- | ---------------------- | ---- | -------- | -------- | -------- | -------- | -------- | -------- | -------- | -------- | -------- | -------- |
|                                                                        | Sinn Féin       | Arthur Griffith        | 25.9 | 21,677   |          |          |          |          |          |          |          |          |          |
|                                                                        | Ulster Unionist | Edward Archdale        | 12.3 | 10,336   |          |          |          |          |          |          |          |          |          |
|                                                                        | Ulster Unionist | William Coote          | 11.5 | 9,672    |          |          |          |          |          |          |          |          |          |
|                                                                        | Ulster Unionist | William Thomas Miller  | 10.9 | 9,165    | 9,343    |          |          |          |          |          |          |          |          |
|                                                                        | Ulster Unionist | James Cooper           | 10.5 | 8,754    | 8,762    | 9,789    |          |          |          |          |          |          |          |
|                                                                        | Nationalist     | Thomas Harbison        | 8.5  | 7,090    | 7,754    | 7,754    | 7,771    | 7,806    | 7,807    | 7,814    | 7,886    | 7,992    | 9,444    |
|                                                                        | Nationalist     | J. P. Gillin           | 6.7  | 5,591    | 5,782    | 5,784    | 5,824    | 5,832    | 5,832    | 5,842    | 5,867    | 6,115    | 8,109    |
|                                                                        | Sinn Féin       | Seán O'Mahony          | 5.9  | 4,979    | 5,211    | 5,211    | 5,215    | 7,085    | 7,118    | 7,119    | 7,975    | 12,752   |          |
|                                                                        | Sinn Féin       | Kevin Roantree O'Shiel | 5.3  | 4,464    | 4,994    | 4,995    | 5,004    | 5,236    | 5,238    | 5,239    | 5,330    |          |          |
|                                                                        | Sinn Féin       | Seán Milroy            | 2.2  | 1,846    | 11,556   |          |          |          |          |          |          |          |          |
|                                                                        | Sinn Féin       | Seán MacEntee          | 0.2  | 179      | 1,037    | 1,037    | 1,065    | 1,170    | 1,171    | 1,172    |          |          |          |
| Électorat : 95,272 Valide : 83,753 Quota : 9,306 Participation : 87.9% |                 |                        |      |          |          |          |          |          |          |          |          |          |          |

- Griffith est décédé le 12 août 1922; son siège est resté vacant à la dissolution.
- Coote est décédé le 14 décembre 1924; son siège est resté vacant à la dissolution.

| Parti                                                                  | Parti           | Candidat              | %    | Comptage | Comptage | Comptage | Comptage | Comptage | Comptage | Comptage | Comptage |
| Parti                                                                  | Parti           | Candidat              | %    | 1        | 2        | 3        | 4        | 5        | 6        | 7        | 8        |
| ---------------------------------------------------------------------- | --------------- | --------------------- | ---- | -------- | -------- | -------- | -------- | -------- | -------- | -------- | -------- |
|                                                                        | Nationalist     | Alexander Donnelly    | 14.6 | 12,098   |          |          |          |          |          |          |          |
|                                                                        | Ulster Unionist | Edward Archdale       | 14.3 | 11,834   |          |          |          |          |          |          |          |
|                                                                        | Ulster Unionist | Rowley Elliott        | 12.2 | 10,115   |          |          |          |          |          |          |          |
|                                                                        | Ulster Unionist | William Thomas Miller | 11.6 | 9,593    |          |          |          |          |          |          |          |
|                                                                        | Nationalist     | Cahir Healy           | 11.1 | 9,191    | 9,358    |          |          |          |          |          |          |
|                                                                        | Ulster Unionist | James Cooper          | 10.8 | 8,923    | 8,935    | 11,569   |          |          |          |          |          |
|                                                                        | Nationalist     | Thomas Harbison       | 10.0 | 8,257    | 10,920   |          |          |          |          |          |          |
|                                                                        | Nationalist     | John McHugh           | 8.0  | 6,584    | 6,617    | 6,620    | 6,716    | 6,743    | 6,848    | 8,328    | 8,337    |
|                                                                        | Republican      | Thomas Larkin         | 5.4  | 4,483    | 4,504    | 4,507    | 4,560    | 4,585    | 4,607    | 4,838    | 4,840    |
|                                                                        | Republican      | Seán O'Mahoney        | 2.0  | 1,652    | 1,661    | 1,662    | 1,672    | 1,681    | 1,692    | 1,708    | 1,713    |
| Électorat : 96,388 Valide : 82,730 Quota : 9,193 Participation : 85.8% |                 |                       |      |          |          |          |          |          |          |          |          |

## Sources
- Northern Ireland Parliamentary Election Results 1921-1972, compiled and edited by Sydney Elliott (Political Reference Publications 1973)